# Fearne Cotton
Fearne Cotton, född 3 september 1981 i London, är en brittisk programledare och DJ.
Hon ledde Top of the Pops på BBC samt, tillsammans med Terry Wogan, 2007 års Making Your Mind Up som är Storbritanniens uttagning till Eurovision Song Contest. 